# Beaver Shot
Beaver Shot är Robert Johnson and Punchdrunks första album som släpptes den 18 maj 1995 på bandets egen etikett Nilroy.

## Låtar på albumet
1. Ali Baba & His 40 Rubbers
2. Bagdad Rock
3. Boss
4. Strollin After Dark
5. Harlem Nocturne
6. Werewolf
7. Tequila
8. Misirlou
9. Crossfire
10. Beavershot
11. Ghost Train
12. Native
13. Drums Fell Off A Cliff
14. Hava Nagila
15. Chop Suey Rock
16. Rumble